# Brytyjski Korpus Ekspedycyjny

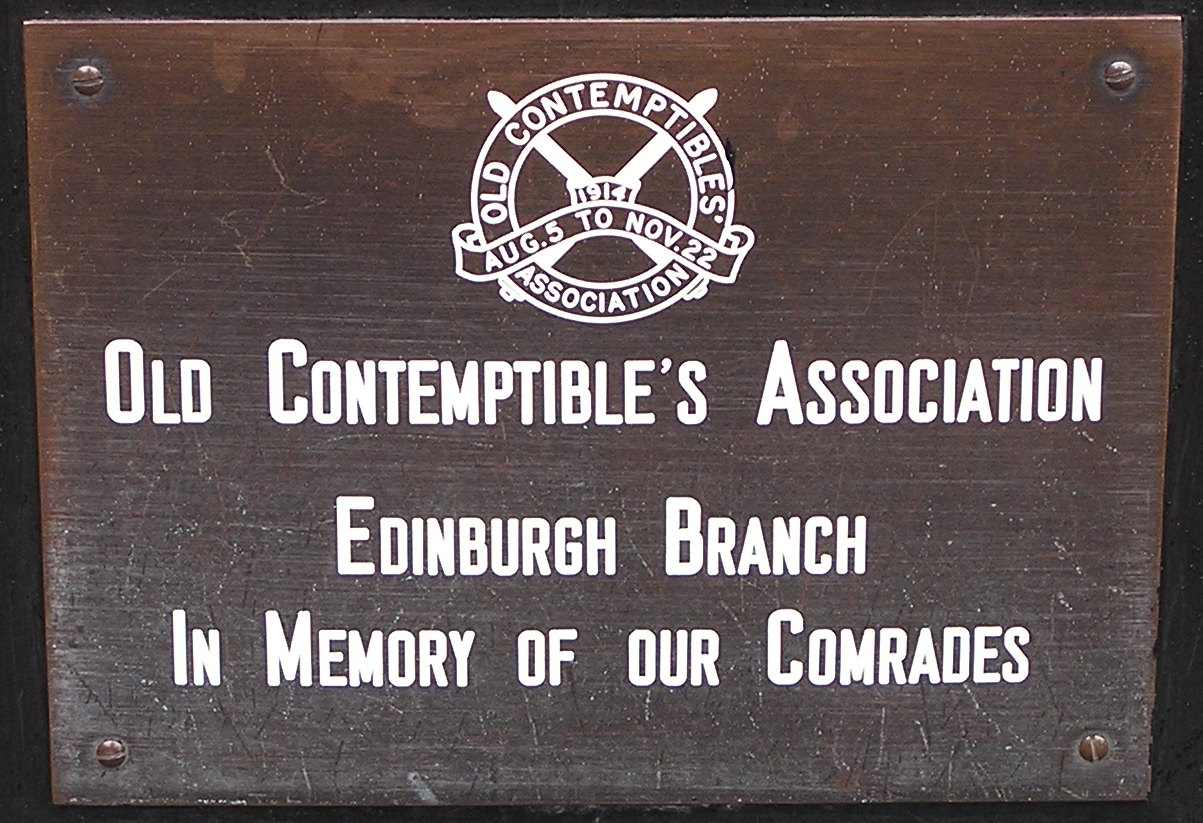
Old Contemptibles − początkowo żartobliwe, potem utrwalone w tradycji określenie członków BEF z czasów I wojny światowej

Brytyjski Korpus Ekspedycyjny (ang. British Expeditionary Force, BEF) − wydzielona część armii brytyjskiej, uczestnicząca w walkach w czasie I i II wojny światowej.

## Historia
Brytyjski Korpus Ekspedycyjny został utworzony przez ministra wojny Richarda Haldane’a po zakończeniu II wojny burskiej na wypadek wybuchu konfliktu poza granicami Wielkiej Brytanii.
W czasie I wojny światowej brał udział w walkach we Francji i w Belgii przeciw wojskom armii niemieckiej. 
W czasie II wojny światowej Korpus również uczestniczył w walkach w obronie Francji, atakowanej przez wojska III Rzeszy. Po walkach w Belgii został okrążony pod Dunkierką, jednak dzięki rozkazowi Hitlera z 24 maja 1940 zakazującemu dowodzonej przez gen. Ewalda Kleista 1 Armii Pancernej zadania decydującego uderzenia, został wraz z pozostałymi wojskami alianckimi liczącymi około 338 tys. żołnierzy ewakuowany na Wyspy Brytyjskie.

## Dowódcy Korpusu
- John French (1914–1915)
- Douglas Haig (1915–1918)